# Ukochany niewierny
Ukochany niewierny (tytuł oryg. Beloved Infidel) – amerykański dramat biograficzny z 1959 w reżyserii Henry’ego Kinga. W rolach głównych wystąpili Gregory Peck i Deborah Kerr. Scenariusz autorstwa Sy Bartletta powstał na podstawie autobiografii Sheili Graham Beloved Infidel: The Education of a Woman z 1958, którą napisała wspólnie z Geroldem Frankiem.

## Fabuła
Pisarz Francis Scott Fitzgerald (Gregory Peck) przeżywa kryzys, przez co wpada w alkoholizm. Podczas pracy nad wciąż jeszcze nieukończoną powieścią wdaje się w romans z brytyjską dziennikarką radiową Sheilą Graham (Deborah Kerr). Jego żona przebywa tymczasem w szpitalu psychiatrycznym.

## Obsada
Opracowano na podstawie materiału źródłowego:
- Gregory Peck – Francis Scott Fitzgerald
- Deborah Kerr – Sheilah Graham
- Eddie Albert – Bob Carter, przyjaciel Sheili
- Philip Ober – John Wheeler
- Herbert Rudley – Stan Harris
- John Sutton – lord Donegall
- Karin Booth – Janet Pierce
- Ken Scott – Robinson
- Buck Class – Dion
- A. Cameron Grant – Johnson
- Cindy Ames – panna Bull